# Лем'є
Лем'є (італ. Lemie, п'єм. Lemie) — муніципалітет в Італії, у регіоні П'ємонт,  метрополійне місто Турин.
Лем'є розташований на відстані близько 560 км на північний захід від Рима, 37 км на північний захід від Турина.
Населення — 177 осіб (2014).
Покровитель — святий Михайло.

## Демографія
Населення за роками:

Станом на 1 січня 2023 року в муніципалітеті офіційно проживали 3 іноземці з 2 країн, серед них 2 громадяни країн Євросоюзу.

## Сусідні муніципалітети
- Ала-ді-Стура
- Бальме
- Кондове
- Мецценіле
- Уссельйо
- Віу